# Let US Airways 1549
Let US Airways č. 1549 byl každodenní komerční let na trase LaGuardia Airport (New York) – Charlotte – Seattle, který 15. ledna 2009 asi šest minut po startu nouzově přistál na řece Hudson.

## Průběh nehody

Trasa letu 1549

Airbus A320 se 150 pasažéry a 5 členy posádky se zvedl z dráhy 04 letiště La Guardia v 15:25:34. Minutu a půl po startu, v čase 15:27:11 se letoun dostal do hejna bernešek velkých a v důsledku nasátí jejich těl značně poklesl oběma motorům tah. Otáčky N1 prvního motoru klesly z 82% na 36%, u druhého motoru až na 16%, naopak teplota výstupních plynů motorů se začala blížit k horní hraniční hodnotě.
Kapitán Chesley Sullenberger zapnul pomocnou energetickou jednotku APU, převzal řízení letadla a požádal prvního důstojníka, aby našel v příručce (QRH – quick reference handbook) postup pro tento případ. Ten poněkud nešťastně uplatnil postup pro výpadek obou motorů a provedl jejich restart. Motor č. 2 se mu ale nepodařilo nahodit vůbec, zatímco motor č. 1 se sice rozběhl, ale otáčky již nedosáhly předchozích hodnot. Není ovšem jasné, jak dalece to ovlivnilo průběh dalších událostí. Mezitím kapitán ohlásil stav nouze a provedl levou zatáčku zpět. Po ztrátě výšky, bránící bezpečnému návratu na letiště LaGuardia i přistání na bližším letišti Teterboro, se rozhodl pro nouzové přistání na řece Hudson, které také v rychlosti okolo 230 km/h (125 KIAS) v čase 15:30:44 (20:30:44 UTC) úspěšně provedl.
Jedná se o extrémně nebezpečný a náročný manévr vzhledem k tomu, že A320 má motory umístěné v gondolách pod křídly a při dosednutí na hladinu je velmi důležité, aby obě strany narazily na hladinu současně a pod správným úhlem. Situaci pilota poněkud usnadnila klidná hladina řeky, příznivé meteorologické podmínky a snad i to, že tento letoun je vybaven poměrně propracovaným systémem řízení, takže pilot mohl část práce přenechat palubním počítačům a soustředit se jen na základní parametry přistání. I tak se jedná o naprosto ojedinělý úspěch, kdy při přistání letadla podobné konstrukce na vodní hladinu nedošlo ke ztrátám na lidských životech. Vlastní letoun ovšem po nárazu na vodu ztratil jeden motor a konstrukce draku se natolik zdeformovala, že musel být odepsán a pojišťovací společnost ho nabídla v internetové aukci.
Všichni cestující i členové posádky přistání přežili, vyskytlo se pouze několik život neohrožujících zranění a podchlazení (teplota vzduchu byla v daný okamžik –7 °C). Zkušený osmapadesátiletý kapitán Sullenberger byl oceněn za perfektní výkon, vyžadující značnou odvahu, chladnokrevnost a dokonalé ovládání letounu. Oficiálně mu pogratulovali úřadující prezident George W. Bush i zvolený prezident Barack Obama (který se úřadu ujal 20. ledna, pět dní po havárii). V tisku byl Sullenbergerův husarský kousek oslavován jako „Hudsonský zázrak“.

## Zfilmovaná ztvárnění události
Havárie se šťastným koncem se stala předmětem jednoho z dílů dokumentární série Letecké katastrofy.
V roce 2016 vznikl na motivy této události úspěšný film Sully: Zázrak na řece Hudson.